# Юксекова
Юксекова (тур. Yüksekova) — город и район в провинции Хаккяри (Турция) на границе с Ираном. Расположение между северо-западным Ираном и восточной Турцией делает этот населённый пункт важным перекрёстком для путешественников и нескольких этнических групп, занимающихся в регионе торговлей.

## История
В конце XIX — начале XX века в регионе было около 30 деревень. Перед Первой мировой войной население составляло 15 000 человек.